# Belvès-de-Castillon
Belvès-de-Castillon – miejscowość i gmina we Francji, w regionie Nowa Akwitania, w departamencie Żyronda.
Według danych na rok 1990 gminę zamieszkiwało 325 osób, a gęstość zaludnienia wynosiła 49 osób/km² (wśród 2290 gmin Akwitanii Belvès-de-Castillon plasuje się na 856. miejscu pod względem liczby ludności, natomiast pod względem powierzchni na miejscu 1308.).